# Ludwig Friederichsen
Ludwig Friederichsen, né le 1er mai 1841 à Rendsburg et mort le 20 avril 1915 à Hambourg, est un géographe et cartographe prussien. 

## Biographie
Ludwig Friederichsen fait ses études à Gotha auprès d'Emil von Sydow et d'August Petermann puis dans les universités de Kiel et de Berlin.  Il ouvre en 1868 un magasin de cartes à Hambourg.
En 1873, il fonde la Société géographique d'Hambourg (de), dont il est à partir de ce moment le premier secrétaire. Friederichsen édite leurs communications, édite le Journal des Museum Godeffroy (de) entre 1873 et 1879 et publie plusieurs cartes de l'Afrique centrale et occidentale et des mers du Sud. En 1886, il est élu membre de la Leopoldina. A l'occasion du 25e anniversaire de la Société de Géographie, il est nommé « Docteur philosophae honoris causae » par l'Université de Marbourg.
Le 1er septembre 1907, il engage son fils Richard comme associé. Son fils Max Friederichsen (de) devient un géographe universitaire.

## Honneur
Le glacier Friederichsen (de) en Antarctique porte son nom depuis 1971.

## Publications
- 1877 : Die britischen Besitzungen in Süd-Afrika: ein topographisch-statistischer Wegweiser für Auswanderer, Hambourg.
- 1884 : Karte der Sklavenküste (1:1 500 000), Hambourg.
- 1885 : Spezialkarte des West-Afrikanischen Küstengebiets zwischen dem Alt-Kalabar Fluss u. Corisco Bai (Kamerun, Biafra, Batanga): zur Veranschaulichung der unter Deutsche Schutzherrschaft gestellten Länderstrecken, Geographisches u. Nautisches Institut, Hambourg.
- Die deutschen Seehäfen, ein praktisches Handbuch für Schiffskapitäne, Rheder, Assekuradeure, Schiffsmakler, Behörden etc.
  - Vol 1 : Die Häfen, Lösch- und Ladeplätze an der deutschen Ostseeküste, Hambourg, 1889.
  - Vol 2 : Die Häfen, Lösch- und Ladeplätze an der deutschen Nordseeküste. Hambourg, 1891.